# 東宝区
東宝区（とうほう-く）は中華人民共和国湖北省荊門市に位置する市轄区。

## 行政区画
- 街道:竜泉街道、泉口街道
- 鎮:栗渓鎮、子陵鎮、漳河鎮、馬河鎮、石橋駅鎮、牌楼鎮
- 郷:仙居郷